# Tjeckien i olympiska vinterspelen 1994
Tjeckien deltog med 63 deltagare vid de olympiska vinterspelen 1994 i Lillehammer. Ingen av landets deltagare erövrade någon medalj.